# Xénophon (chat)
Ne doit pas être confondu avec Xénophon.
 (juillet 2023).
Le chat Xénophon, également connu sous les noms de Xnephon, Zenophon ou encore Fulmer Xénophon, est un spécimen remarquable de race british shorthair. 
Né en 1892, Xénophon est considéré comme l'un des chats à poils courts les plus récompensés. Il se distingue par son pelage tabby brun. Souvent perçu comme l'exemple idéal de la race Shorthair, il connaît une grande renommée. Xénophon n'a jamais été vaincu lors des expositions, malgré l'arrivée en Angleterre de races de chats plus exotiques.

## Description
Xénophon est un chat de race British shorthair, dont la couleur est d'un « brun sable riche », au motif blotched tabby. Un journaliste, visitant la chatterie de Sam Woodiwiss, le décrit comme possédant « une tête merveilleuse, de grandes marques et une perfection de couleur ».    
The Windsor magazine volume IX en parle comme étant « un chat des plus simples, d'une taille immense, avec des marques de couleur sable exceptionnellement fines ». M. Elkington compare ses rayures à celles d'un tigre. The Daily Telegraph, en 1895, précise que ce félin est « beau, aux formes bien dessinées avec des tâches fines et magnifiquement construit ».    
D'après des journaux de juin 1895, ce chat pèserait 25 livres, soit environ 11,34 kg, poids assez conséquent pour un chat. Sam Woodiwiss, son propriétaire, le garde difficilement sur ses genoux tant il est volumineux,. Lors du voyage de Xénophon à New York, un journaliste du Washington Times évoque sa surprise face à la carrure du british et évalue son poids à une vingtaine de livres.          

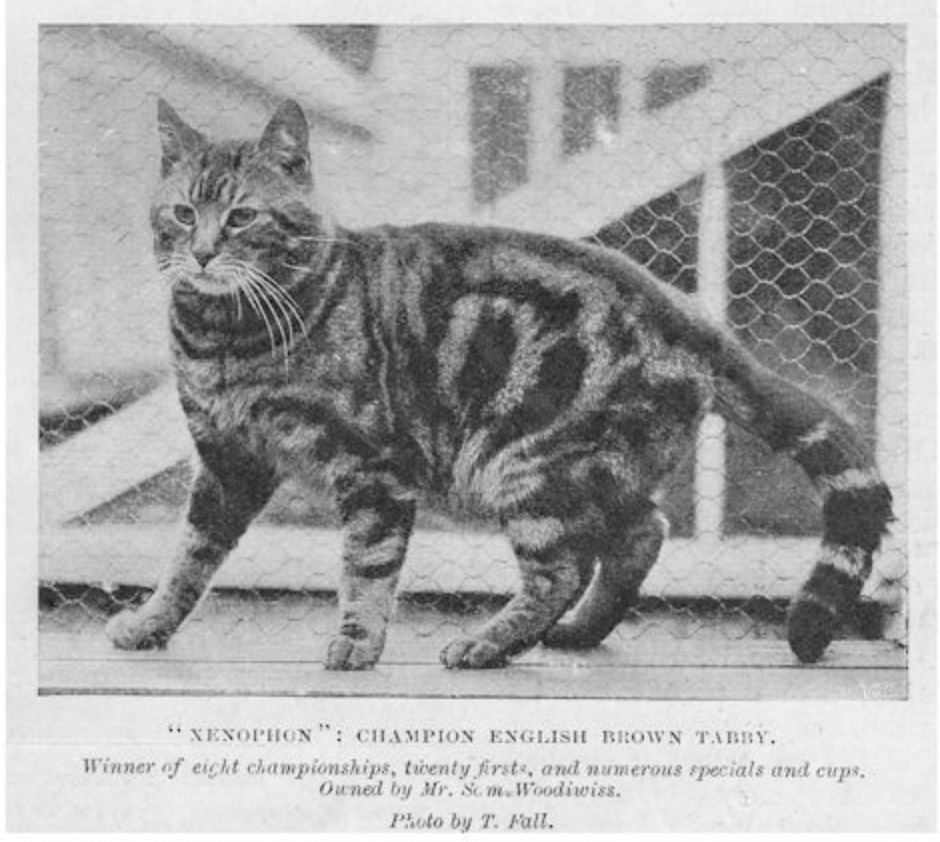
Photo de Xénophon pour The Windsor Magazine.

## Histoire
La popularité de Xénophon est attestée. En 1903, Charles H. Lane le cite dans son livre Lapins chats et cobayes comme étant le meilleur tabby brun qui a été exposé pendant de nombreuses années. D'après Frances Simpson, « sa couleur, ses marques et sa taille merveilleuses se rapprochaient du chat à poil court idéal ».  
Xénophon est né en 1892, de parents et d'éleveurs inconnus,. D'après le volume 8 de la revue illustrée The Lady’s Realm, Xénophon aurait été retrouvé chaton dans les bois, totalement sauvage.  

Xénophon a fait naître l'envie d'élever des félins chez Sam Woodiwiss. Celui-ci élevait des bouledogues. Participant à une exposition canine, l'exposition de chats, qui se déroulait à l'étage du dessus, a éveillé sa curiosité. Son attention a été attirée par Xénophon, alors peu célèbre. « En quelques minutes, il était à moi. » ; et M. Woodiwiss se mit à élever des chats.  

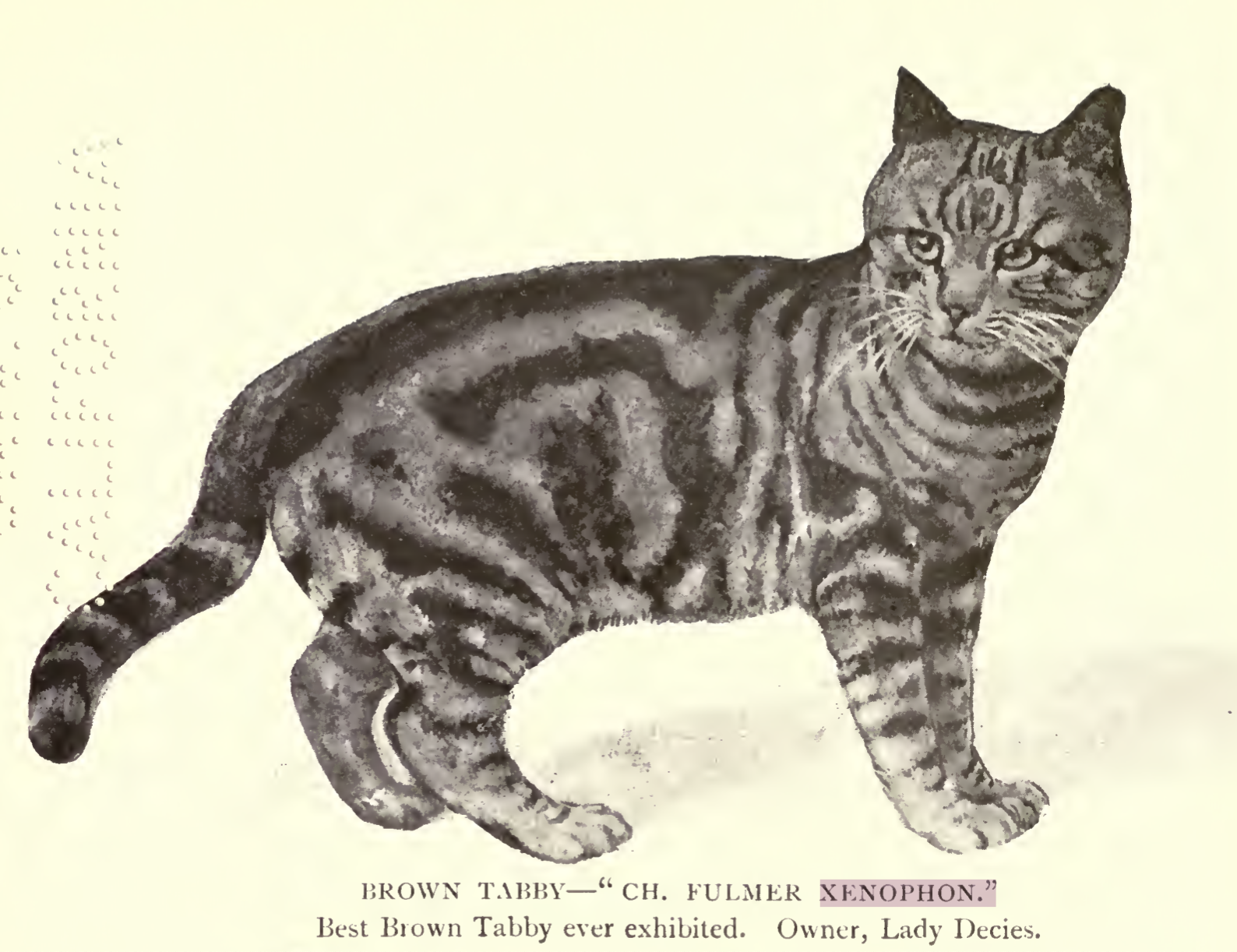
Xénophon british shorthair par Rosa Bobb dans Rabbits, cats, and cavies de Charles H. Lane.

Il est répertorié sous le no 1338 dans le Stud-book du National Cat Club (NCC) où il est enregistré sous le nom de Xnephon. Il a appartenu à de nombreux propriétaires dont un certain J. Johnson (Malton), Charles Heslop (Darlington), Sam Woodiwiss (East Finchley) et Lady Decies qui l'a eu de ce dernier en 1898, et qui le fait appeler Fulmer Xénophon.  
Charles H. Lane écrit dans son livre qu'il aurait pu posséder le champion, qu'il a refusé en raison de son trop grand nombre de chats, et qu'il le regrette à présent. 
Le no 1811, une chatte shorthair tabby gris est répertoriée sous le nom de « Sœur de Xénophon » ; de parents inconnus, elle a appartenu à Charles Heslop (qui fut également un propriétaire de Xénophon). Elle n'est presque jamais mentionnée dans des documents concernant Xénophon.
« Xénophon chat  » apparaît à plusieurs reprises dans le registre du National Cat Club. Son enregistrement initial est le numéro (1338) dans le Vol.II du Studbook (janvier 1893 à mars 1894). Il y est déjà répertorié comme champion, avec père et mère « inconnus ». Dans ce disque, son nom est officiellement enregistré sous le nom de XNEPHON, son premier propriétaire officiel est M. J. Johnson, Lewisham, Malton, Yorkshire. Son propriétaire actuel est enregistré comme étant Mme Charles Heslop, du 24 Bondgate, Darlington. Au bas de l'entrée, un avenant déclare : « Maintenant propriété de M. Sam Woodiwiss, Sedgemere, East Finchley. »

## Victoires

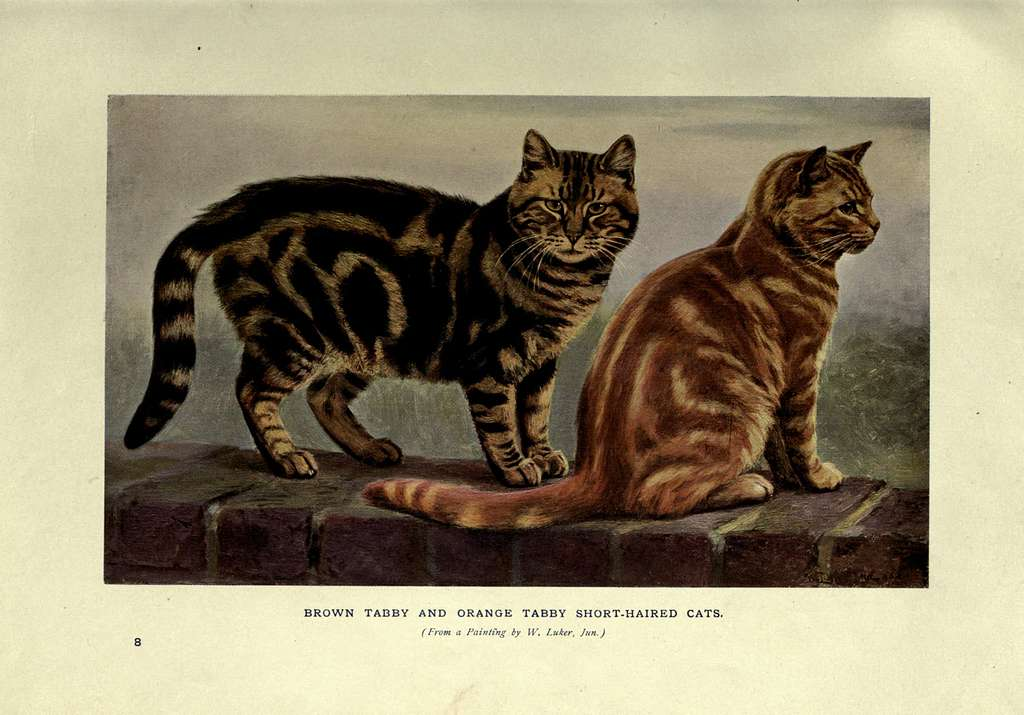
Xénophon représenté par W. Luker.

E. Leuty Collins dit que le célèbre shorthair a remporté huit championnats, plus de vingt premiers prix, en plus des coupes, des prix spéciaux, etc. 
Les victoires de Xénophon sont nombreuses. Parmi les seules victoires officielles, répertoriées dans le registre de la NCC, on peut citer :
premier à l'exposition de Malton, second à Bishop Auckland, premier et reçoit un prix spécial à Walsingham, premier avec quatre prix spéciaux au Crystal Palace (dont  The Rotherham Challenge Bowl pour le meilleur chat anglais à poil court) ; troisième à Brighton, premier et avec un prix spécial à Guisborough, premier avec un prix spécial à Great Ayton en 1893, puis, premier en plus de quatre promotions au Royal Aquarium en 1894, pendant qu'il appartient à Sam Woodiwiss.
Une fois transféré chez Lady Decies, il est vainqueur de la médaille d'or du Cruft's Cat Show en 1895, premier aux championnats du Crystal Palace, premier à l'exposition du Brighton Pavilion en 1899 et il reçoit le prix du meilleur chat à poils courts en 1901.

## Décès
Xénophon s'éteint le 15 janvier 1903 à Beresford Lodge, Birchington. Sa mort est annoncée dans l'édition du 24 janvier de l'hebdomadaire Our Cats : 
« Ch. Xenophon died on January 15th at Beresford Lodge, Birchington. This cat has probably won more first prizes than any cat ever exhibited. For years Xenophon was absolutely invincible, and won some hundreds of first prizes, championships, medals, and cups. He finished his show career at the last Botanical Gardens Coronation Show, and there he won his last first prize. »
— Our Cats, Champion Fulmer Xenophon

« Ch. Xénophon est mort le 15 janvier à Beresford Lodge, Birchington. Ce chat a probablement remporté plus de premiers prix que n'importe quel chat jamais exposé. Pendant des années, Xenophon était absolument invincible et a remporté des centaines de premiers prix, championnats, médailles et coupes. Il a terminé sa carrière à la dernière exposition du Couronnement des Jardins Botaniques, et il y a remporté son dernier premier prix. »
— Champion Fulmer Xenophon
Dans l'article du Boudoir Magazine de 1904 qui lui rend hommage,  on le décrit comme étant « l'un des meilleurs chats tigré anglais jamais montrés »,.

## Représentations dans les arts
Aujourd'hui, nous sont surtout parvenues les illustrations de l'artiste Louis Wain. Il l'a souvent représenté pour des articles de journaux et magazines, comme ci-dessous.

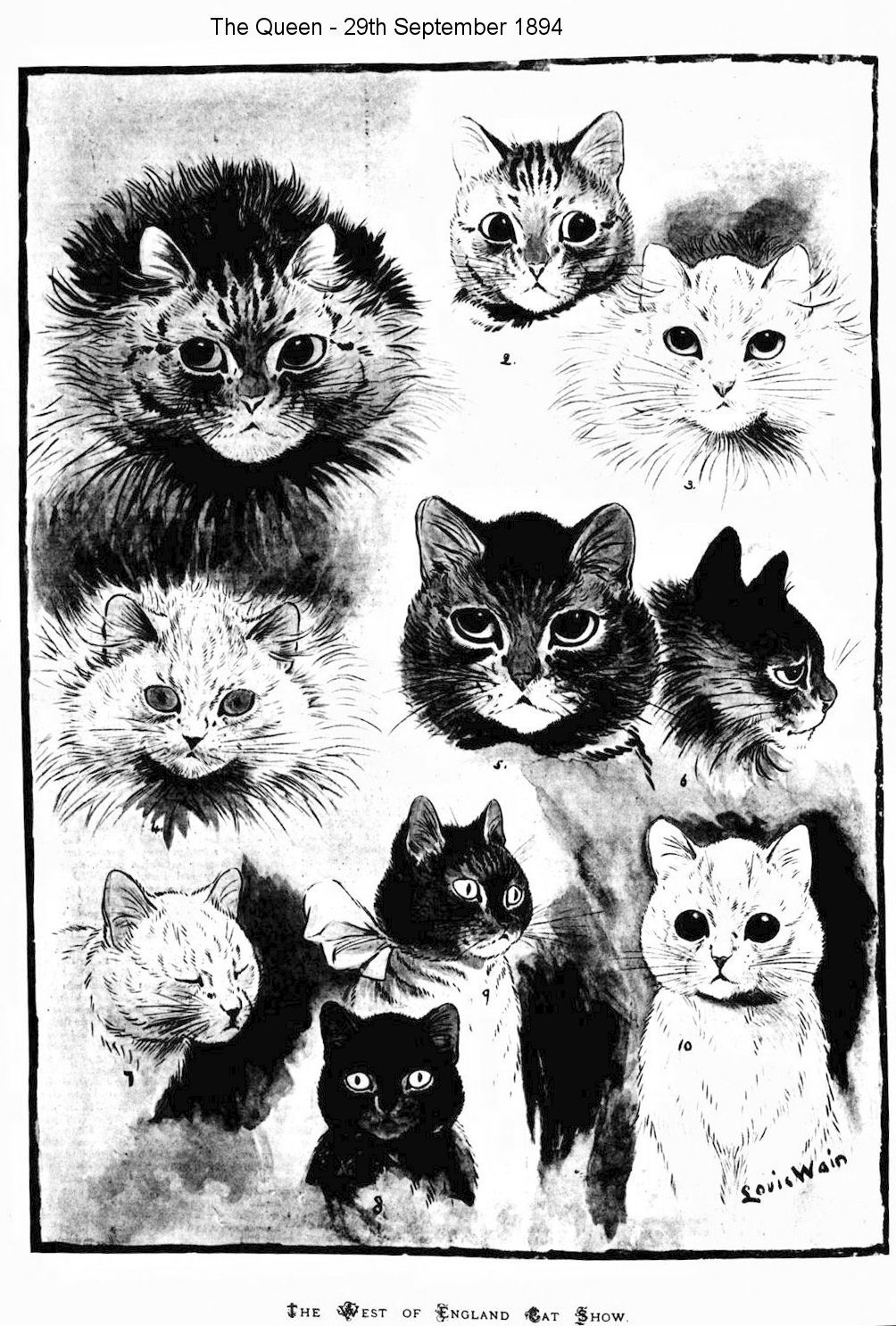
The Queen, 1894.
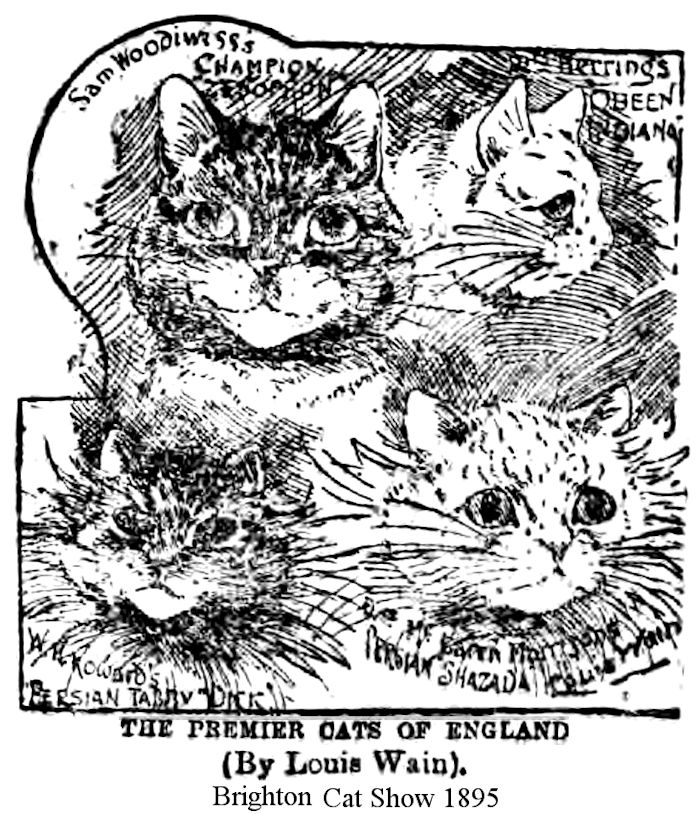
South Wales Daily News, 1895.
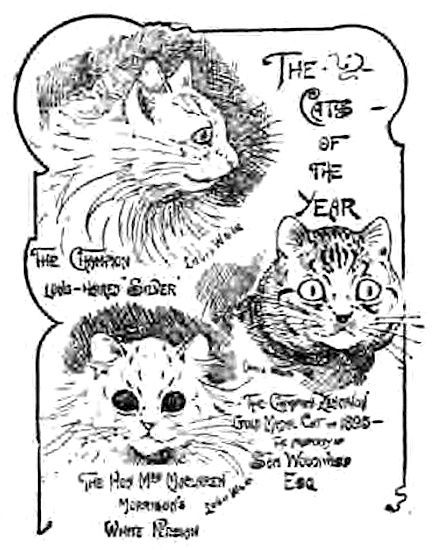
The Brooklyn Daily Eagle, 1896.
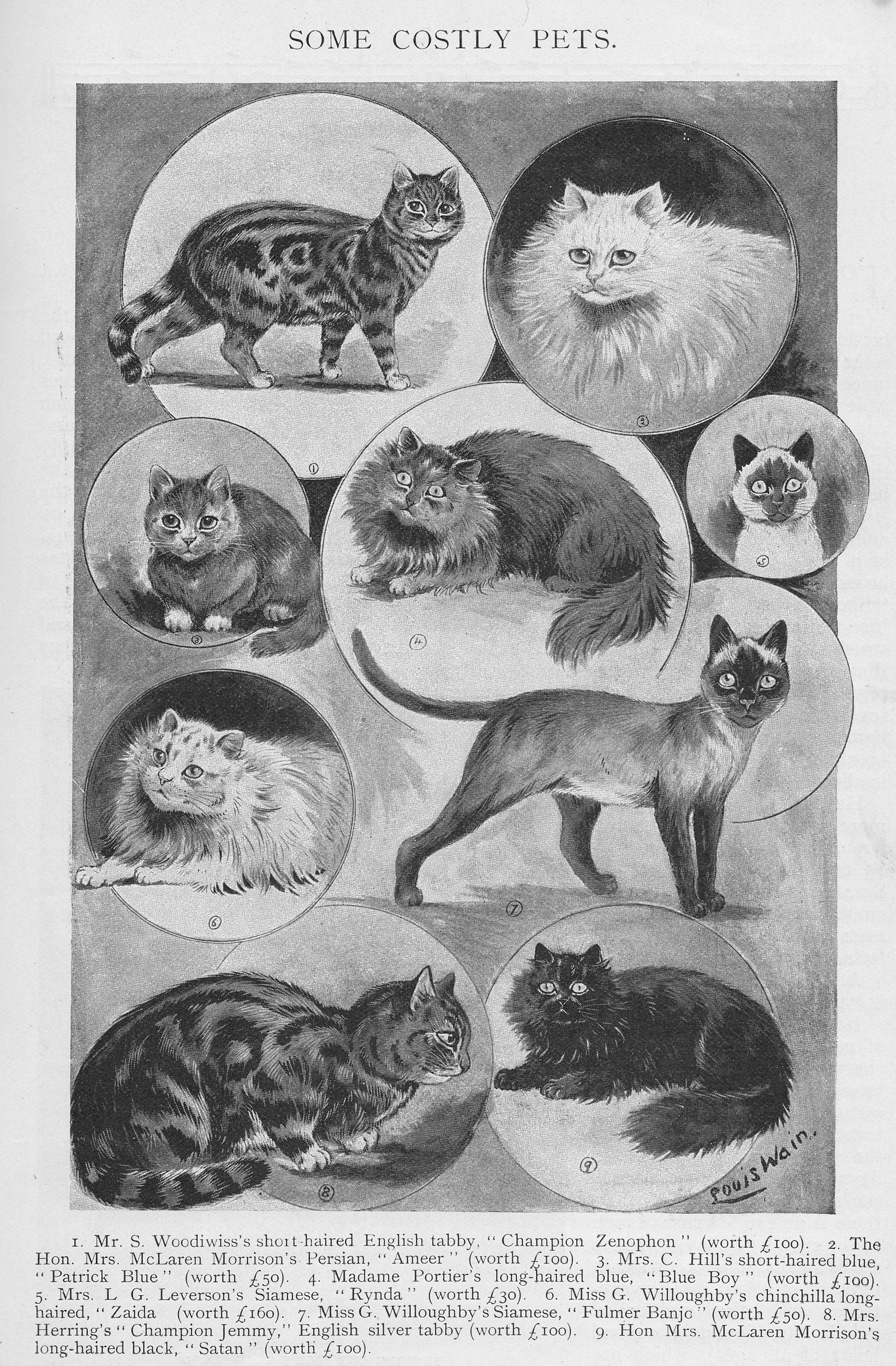
The Harmsworth London Magazine, 1898.
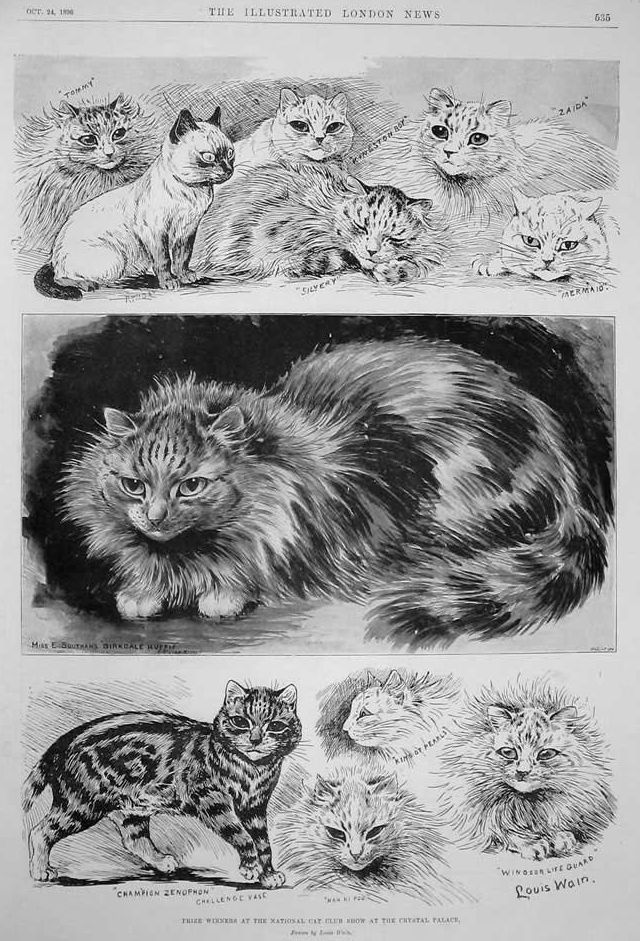
The Illustrated London News, 1896.